# Gerhard Nebel
Pour les articles homonymes, voir Nebel.
Gerhard Nebel, né le 26 septembre 1903 à Dessau et mort le 23 septembre 1974 à Stuttgart, était un écrivain allemand. Personnage original, champion universitaire de boxe et docteur en philosophie, il est notamment connu pour avoir été l'ami d'Ernst Jünger, avec lequel il a entretenu une correspondance à partir de 1938, et auquel il a consacré un ouvrage, Ernst Jünger. Abenteuer des Geistes (Ernst Jünger, un aventurier de l'esprit).

## Jeunesse, professorat et premier livre
Après la mort de ses parents Nebel part pour Coblence et y passe l’Abitur en 1922. Il souhaite être professeur de lycée et étudie la philosophie et la philologie classique à Marbourg et Heidelberg de 1923 à 1927 auprès de Martin Heidegger et de Karl Jaspers entre autres. Il soutient en 1929 une thèse sur Les Catégories du monde intelligible chez Plotin. Il entre dans l’enseignement dans la Ruhr mais est suspendu peu de temps après pour agitation socialiste. Il est de nouveau suspendu en 1933 au bout d’un an d’activité dans l’Eifel. Nebel voyage en Égypte où il est employé comme précepteur. Il est ensuite professeur de lycée à Cologne et entreprend un voyage en Afrique de l’Est en 1938/1939 au cours duquel il enseigne dans une école du Kilimandjaro et exerce l'activité de barman dans un hôtel. Dans son premier livre, Feu et Eau (1939) il parle des expériences vécues là-bas à côté de réflexions adressées à Jünger.

## Les années de guerre
Après son incorporation dans la Luftwaffe, Nebel vient à Paris en 1941 comme interprète. Il fait la rencontre d'Ernst Jünger dans le « Cercle Georges » du nom de l'hôtel George V occupé par l'armée allemande. À cause d’un article dans lequel il compare les avions de combat à des insectes, il est dénoncé et envoyé par mesure disciplinaire à Alderney (une île dans la Manche) où il travaille dans le génie. Après la fin de la guerre, il fait publier ses mémoires de guerre (il reçoit en 1950 le prix de la ville de Wuppertal pour ce livre) et les essais Des éléments et Tyrannie et Liberté dans lesquels il s’explique sur son propre comportement et sur celui des Allemands sous le régime nazi.

## Les années d’après guerre
Pour des raisons de santé, Nebel doit en 1955 renoncer à l’enseignement et vit jusqu’à sa mort en Allemagne du Sud comme écrivain. Il s’était lié d’amitié avec Ernst Jünger, Carl Schmitt et Erhart Kästner et il était en relations épistolaires avec de nombreuses personnalités par exemple avec Friedrich Georg Jünger et Werner Helwig. Il voyage beaucoup et écrit des récits de voyage ainsi que des articles pour la FAZ, Nouveaux Cahiers Allemands, Carrefours ainsi que pour Mérian et Christ et Univers. Son dernier livre Hamann paraît en 1973. Nebel était un homme difficile. Pour Heinrich Böll, dont il avait été le professeur d’allemand remplaçant en 1934, il était « un amalgame de sensibilité exacerbée, d'apparence bourrue, sachant élever la voix, tout en restant aimable, bien que lourdaud ».
Nebel a souvent changé dans ses convictions. Il fut social-démocrate, ensuite marxiste, nihiliste, athée, réactionnaire et finalement après la Seconde Guerre mondiale un homme à la recherche de Dieu et un conservateur obstiné. Il était irascible, pouvait se montrer polémique et peu objectif, parfois offensant. Dans toutes ses convictions, c’était un fondamentaliste fanatique, raison pour laquelle il se brouilla avec presque tout le monde.

## Nebel et Jünger
La lecture des œuvres d'Ernst Jünger a énormément influencé Nebel. C’est grâce à lui, qu’il ressentit la vocation de l’écriture et il lui dédia ses premiers écrits. Dans Aventure de l’Esprit (1947), il interpréta son œuvre. Il correspondit intensément avec Jünger et il en résulta un échange intellectuel très actif qui connut une brève interruption, quand Nebel critiqua le livre de Jünger Héliopolis (1949). Ce n’est qu’en 1960 qu’ils se réconcilièrent. D’après le critique littéraire Sébastien Kleinschmidt la correspondance de Jünger avec Nebel, parue en 2003, est de loin la plus riche comparée aux nombreuses autres correspondances menées par Jünger.

## Nebel et l’Antiquité
Le philologue classique Nebel s’est beaucoup intéressé à l’histoire intellectuelle de la Grèce. Il n’employa pas de méthodes scientifiques pour sa nouvelle interprétation de la culture grecque ; il pensait que le lecteur devait revivre une œuvre pour la comprendre. Il publia ses réflexions et sa philosophie dans de nombreux essais comme Pindar und die Delphik (1951). Les dernières années de sa vie, il essaya d’expliquer les mythes, les tragédies et la philosophie de l’Antiquité à partir du protestantisme.

## L’œuvre de Nebel aujourd’hui
Nebel était déjà tombé dans l’oubli quand entre 2001 et 2004 des nouveautés attirèrent l’attention sur lui : Un recueil d’essais, une biographie, une autobiographie et avant tout son échange de correspondance avec Ernst Jünger, dont on parla longuement dans tous les journaux. Jünger lui écrivait le 17 décembre 1947 : « Votre prose a quelque chose de sûr et de fondamental, quelque chose de fort qui peut gêner les gens de lettres. On sent qu’un esprit libre entre dans l’arène ».
Cet esprit libre, Nebel le manifestait aussi dans ses récits de voyages, qui paraissent opiniâtres, vivants, intelligents mais aujourd’hui étrangement conservateurs (ainsi vantait-il le gouvernement Salazar dans Les journées Portugaises). Mais alors que ces œuvres et d’autres n’ont pas survécu, on peut parler à propos du recueil d’essais, rassemblés par Gerald Zschorsch d’une redécouverte qui montre Nebel comme un observateur indépendant et solitaire de son époque, dont les méditations choisies peuvent aujourd’hui encore fasciner. Nebel voit les hommes comme nécessairement voués à l’échec. C’est là sa thèse fondamentale.

## Œuvres
- Feuer und Wasser, Hambourg, 1939
- Vom Geist der Savanne, Hambourg, 1941
- Von den Elementen. Essays, Marées, Wuppertal, 1947.
- Tyrannis und Freiheit, Drei Eulen, Düsseldorf, 1947.
- Bei den nördlichen Hesperiden. Tagebuch aus dem Jahre 1942, Marées, Wuppertal, 1948.
- Ernst Jünger und das Schicksal des Menschen, Marées, Wuppertal, 1948.
- Ernst Jünger. Abenteuer des Geistes. Marées, Wuppertal, 1949.
- Unter Partisanen und Kreuzfahrern. Klett, Stuttgart, 1950
- Weltangst und Götterzorn. Eine Deutung der griechischen Tragödie, Klett, Stuttgart, 1951.
- Die Reise nach Tuggurt, Klett, Stuttgart, 1952
- Das Ereignis des Schönen, Klett, Stuttgart, 1953
- Phäakische Inseln. Eine Reise zum kanarischen Archipel. Klett-Cotta, Stuttgart 1954 (3. Auflage 1987,  (ISBN 3-608-95495-3)).
- Feuer und Wasser. Ostafrikanische Bilder und Erinnerungen, Stuttgart, 1955.
- Die Not der Götter. Welt und Mythos der Germanen. Hoffmann und Campe, Hambourg, 1957
- An den Säulen des Herakles. Andalusische und marokkanische Begegnungen, Klett, Hambourg, 1957
- Homer, Klett, Stuttgart, 1959
- Pindar und die Delphik, Klett, Stuttgart, 1961
- Orte und Feste. Zwischen Elm und Esterel, Hoffmann und Campe, Hambourg, 1962
- Hinter dem Walde. 16 Lektionen für Zeitgenossen, Hoffmann und Campe, Hambourg, 1964
- Zeit und Zeiten, Klett, Stuttgart, 1965
- Portugiesische Tage, Hoffmann und Campe, Hambourg, 1966.
- Die Geburt der Philosophie, Klett, Stuttgart 1967.
- Meergeborenes Land. Griechische Reisen, Hoffmann und Campe, Hamburg 1968.
- Sokrates, Klett, Stuttgart 1969.
- Sprung von des Tigers Rücken, Klett, Stuttgart 1970.
- Hamann, Klett, Stuttgart 1973,  (ISBN 3-12-906060-X).
- Schmerz des Vermissens. Essays. Ausgewählt von Gerald Zschorsch. Mit einem Nachwort von Sebastian Kleinschmidt. Klett-Cotta, Stuttgart 2000,  (ISBN 3-608-93458-8).
- „alles Gefühl ist leiblich“. Ein Stück Autobiographie. Hrsg. Nicolai Riedel. Mit einem Essay von Martin Mosebach. Deutsche Schillergesellschaft, Marbach 2003,  (ISBN 3-933679-91-5).
- Ernst Jünger, Gerhard Nebel : Briefe (1938–1974). Hrsg. Ulrich Fröschle und Michael Neumann. Klett-Cotta, Stuttgart 2003,  (ISBN 3-608-93626-2).